# Battaglia di Ihtiman
La battaglia di Ihtiman ebbe luogo nel 1355 tra bulgari e ottomani e portò a una vittoria ottomana. La posizione esatta non è nota, ma in una cronaca bulgara anonima si afferma che gli eserciti di Michele Asen affrontarono le forze d'invasione prima che potessero raggiungere Sofia.

## Sfondo
Dopo che i turchi ottomani presero la loro prima fortezza nei Balcani nel 1352, iniziarono rapidamente ad espandere il loro territorio in Europa. Dall'anno 1354, i loro gruppi di razziatori iniziarono a saccheggiare nella Tracia bulgara, devastando le regioni di Plovdiv e Stara Zagora, e l'anno successivo lanciarono una campagna contro la città chiave di Sofia.

## Battaglia
Il figlio dell'imperatore bulgaro Ivan Alessandro, Michele Asen, convocò un esercito per fermare l'avanzata del nemico. La battaglia fu feroce, i bulgari subirono pesanti perdite e il loro comandante ed erede al trono fu ucciso. Tuttavia, anche le perdite ottomane furono pesanti e non furono in grado di continuare la loro marcia su Sofia.

## Conseguenze
La battaglia dimostrò che i bulgari non erano pronti a sfidare i turchi in una battaglia in campo aperto e la perdita del loro figlio maggiore e presumibilmente più capace fu un duro colpo per i bulgari e il loro imperatore. Tuttavia la battaglia e la sua morte non furono vane: gli ottomani riuscirono a raggiungere Sofia 30 anni dopo, nel 1382. Ma durante quel periodo, i bulgari non poterono impedire loro di conquistare l'intera Tracia.